# Mauritius Elbel
Mauritius Josef Elbel (12. března 1730 Česká Lípa – 26. července 1798 Osek u Duchcova) byl český katolický duchovní, v letech 1776–1798 v pořadí 37. opatem cisterciáckého kláštera v Oseku u Duchcova.

## Život

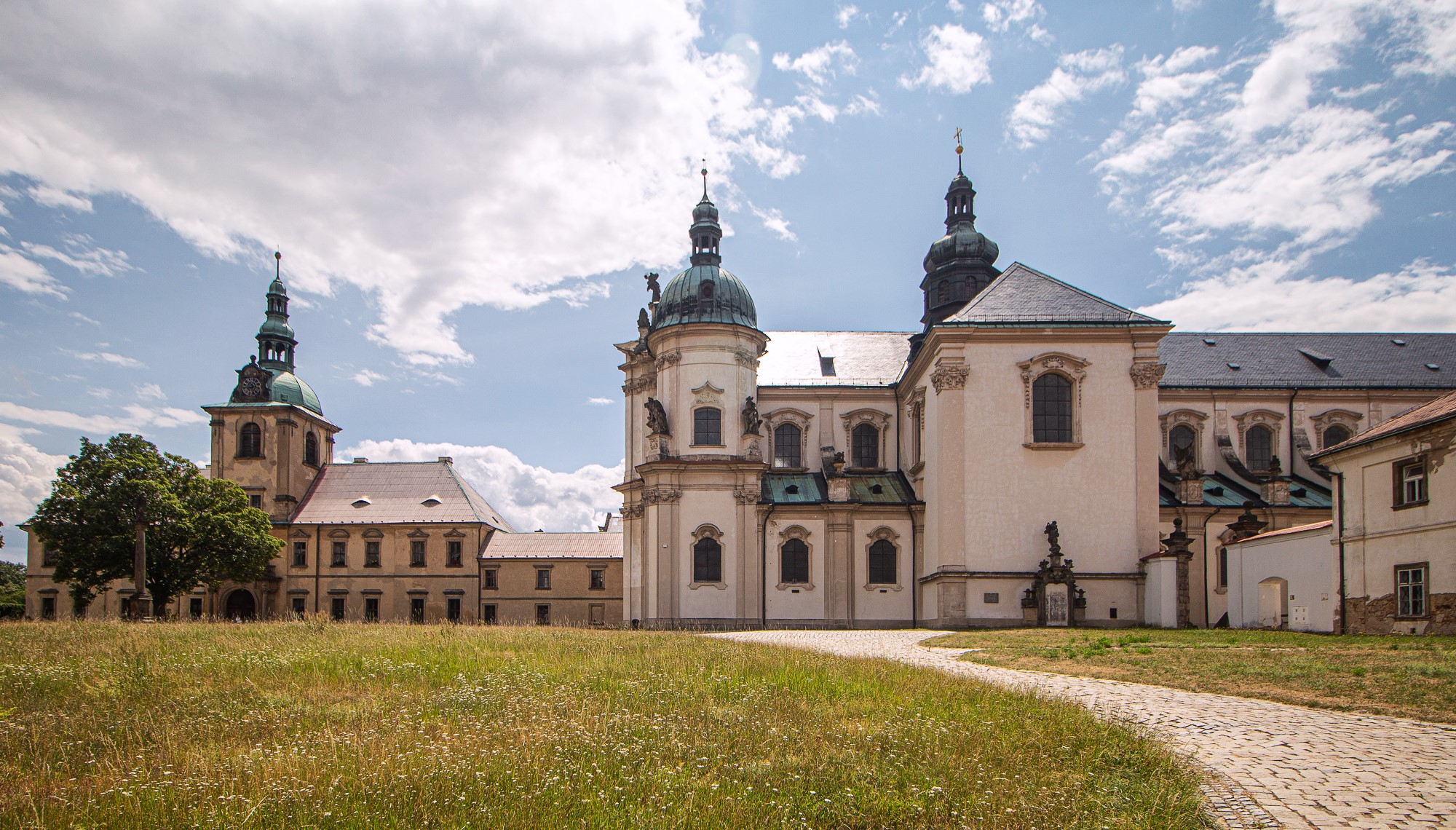
Cisterciácký klášter v Oseku

Narodil se jako Josef Elbel v České Lípě v březnu roku 1730. Vstoupil do oseckého kláštera a zde přijal řeholní jméno Mauritius (Mořic). V roce 1765 se jako sekretář opata Březiny účastnil generální kapituly řádu v Citeaux. Jeho deník z cesty do Citeaux byl později v l. 1915 a 1916 vydán tiskem v německém jazyce.
Po smrti opata Březiny jej komunita zvolila opatem. Za něj zažil klášter v roce 1778 pruskou okupaci, kdy se komunita musela do 48 hodin vyplatit částkou 30000 tolarů. Další ohrožení fungování kláštera nastalo během josefinských reforem, kdy hrozilo klášteru zrušení. Opat Elbel tehdy klášter uhájil poukazem na to, že osečtí cisterciáci fungují také ve farní duchovní správě (klášter měl inkorporované fary například v Mariánských Radčicích či Jenišově Újezdě) a vyučují na gymnáziu v Chomutově.
V ne právě příznivých dobách dokázal opat Elbel v Oseku realizovat pozoruhodné aktivity. Byla založena obrazová galerie a kabinet přírodnin. Byl též do dnešní podoby upraven velký sál v budově opatství a rozšířena a zkultivována zahrada. 
Mauritius Elbel zemřel v Oseku v červenci roku 1798.

## Zajímavost
Z českolipské rodiny Elbelů pocházel také další cisterciácký mnich. Narodil se v roce 1749 a pokřtěn byl jako Franz Xaver Wenzel. Vstoupil do cisterciáckého opatství ve Zlaté Koruně na jihu Čech a dostal mnišské jméno (také) Mauritius. V roce 1775 byl vysvěcen na kněze. Po zrušení zlatokorunského opatství prožil zbytek života v Sedlci u Kutné Hory, kde byl materiálním správcem majetku zrušeného sedleckého kláštera.